# Alopecosa hokkaidensis
Alopecosa hokkaidensis là một loài nhện trong họ Lycosidae.
Loài này thuộc chi Alopecosa. Alopecosa hokkaidensis được Hozumi Tanaka miêu tả năm 1985.